# IXFORM
Ixform (phát âm là "X Form", viết hoa toàn bộ cách điệu) là một nhóm nhạc nam Trung Quốc được thành lập thông qua chương trình sống còn năm 2021 của Trung Quốc Thanh xuân có bạn (mùa 3) trên iQIYI. Nhóm gồm 9 thành viên: La Nhất Châu, Đường Cửu Châu, Liên Hoài Vĩ, Lưu Quan Hữu, Đặng Hiếu Từ, Tôn Oánh Hạo, Lưu Tuyển, Đoàn Tinh Tinh và Tôn Diệc Hàng.
Nhóm được thành lập và chính thức ra mắt vào ngày 29 tháng 7 năm 2021.

## Lịch sử

### Hình thành
IXFORM được thành lập thông qua Thanh xuân có bạn (mùa 3) được phát sóng từ ngày 18 tháng 2 đến ngày 1 tháng 5 năm 2021. Đêm chung kết của chương trình ban đầu được ấn định vào ngày 8 tháng 5, nơi nhóm đầu tiên sẽ được thành lập. Tuy nhiên, đêm chung kết vào phút chót sau khi có lệnh từ cơ quan chính phủ truyền thông Trung Quốc, vì chương trình đã vướng phải tranh cãi lãng phí sữa. Nhóm nhạc với đội hình Top 9 được cho là đã được thành lập, nhưng iQIYI đã phủ nhận các cáo buộc vào tháng 5 năm 2021.
Vào ngày 25 tháng 7 năm 2021, nhóm nhạc có đội hình trong Top 9 như đã định xuất hiện lần đầu tiên trong Lễ hội âm nhạc Thành Đô và thông báo chính thức ra mắt. Nhóm dự kiến sẽ quảng bá trong khoảng 1 năm rưỡi và quyền quản lý do Idol Youth Entertainment của iQIYI đảm nhận.

## Thành viên
| Tên            | Tên tiếng Trung | Tên tiếng Anh         | Ngày sinh         | Công ty              |
| -------------- | --------------- | --------------------- | ----------------- | -------------------- |
| La Nhất Châu   | 罗 一 舟        | Luo Yizhou            | 16 tháng 3, 2000  | Beijing Youhug Media |
| Đường Cửu Châu | 唐九洲          | Tang Jiuzhou/ JOJO    | 5 tháng 2, 1998   | YUEHUA ENTERTAINMENT |
| Liên Hoài Vĩ   | 连 淮 伟        | Lian Huaiwei          | 18 tháng 3, 1998  | LIANHUAIWEI STUDIO   |
| Lưu Quan Hữu   | 劉冠佑          | Liu Guanyou/ Neil     | 15 tháng 4, 2002  | HAOHAN Entertainment |
| Đặng Hiếu Từ   | 邓孝慈          | Deng Xiaoci/ Jerome.D | 6 tháng 8, 1998   | RE MEDIA             |
| Tôn Oánh Hạo   | 孙 滢 皓        | Sun Yinghao/ Kachine  | 6 tháng 6, 2000   | LaoyuVision          |
| Lưu Tuyển      | 刘 隽           | Liu Jun               | 12 tháng 12, 1997 |                      |
| Đoàn Tinh Tinh | 段星星          | Duan Xingxing/ X      | 10 tháng 1, 1998  | M-NATION             |
| Tôn Diệc Hàng  | 孙 亦 航        | Sun Yihang            | 21 tháng 10, 2001 | Original Plan        |

## Danh sách đĩa nhạc
| Tiêu đề         | Thông tin chi tiết | Vị trí biểu đồ đỉnh | Thương mại |
| --------------- | --- | ------------------- | ---------- |
| Đang đến (将至) | - Phát hành: 5 tháng 11, 2021 - Nhãn: ADQC, iQIYI - Định dạng: Tải xuống kỹ thuật số, phát trực tuyến Track listing 1. So Hot 2. BET | ___                 | N/A        |

## Chương trình truyền hình

### Chương trình thực tế
| Năm  | Tiêu đề                             | Tiêu đề tiếng Trung  | Mạng      | Thành viên                                            | Ghi chú  | Tham khảo |
| ---- | ----------------------------------- | -------------------- | --------- | ----------------------------------------------------- | -------- | --------- |
| 2021 | Thanh xuân có bạn (mùa 3)           | 青春 有 你 3         | iQIYI     | Tất cả                                                | Thí sinh |           |
| 2021 | Phiên bản đặc biệt Perfect Summer 2 | 完美 的 夏天 特别 篇 | Dragon TV | La Nhất Châu, Liên Hoài Vĩ, Lưu Quan Hữu              |          | [ 9 ]     |
| 2021 | Xuất phát thôi! Lạc Dương           | 登场 了！ 洛阳       | iQIYI     | La Nhất Châu, Đường Cửu Châu, Liên Hoài Vĩ, Lưu Tuyển |          | [ 10 ]    |